# Usine Boeing de Renton

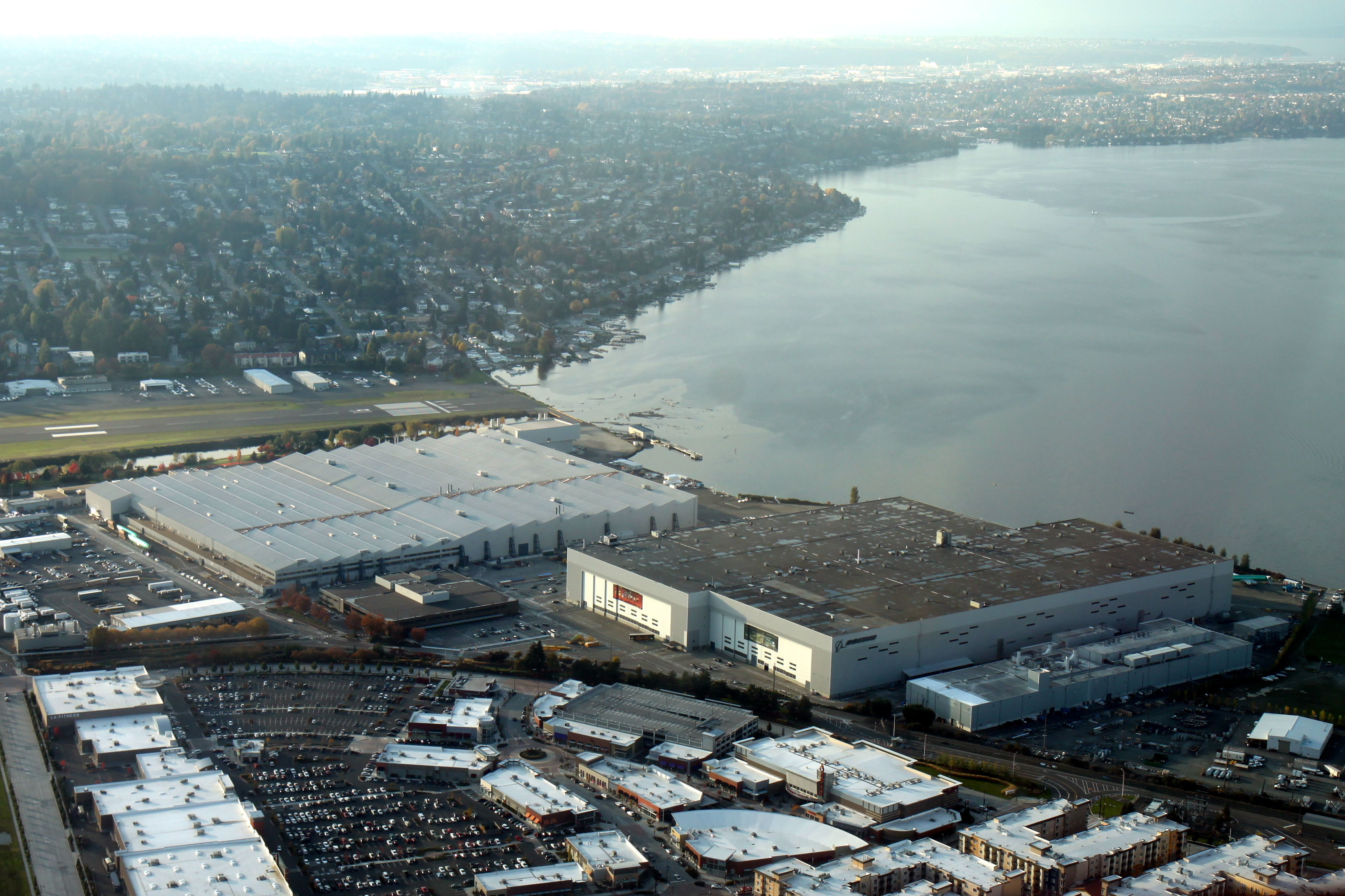
Vue aérienne de l'usine Boeing de Renton adjacente à l'aéroport municipal de Renton.

L'usine Boeing de Renton, dans l'État de Washington, est une installation de construction aéronautique de plus de 70 000 m2 construite durant la Seconde Guerre mondiale pour assembler alors le bombardier B-29. Elle est maintenant l'usine d'assemblage du Boeing 737.

## Description
Chacun des quatre grands avions de ligne commerciaux du constructeur Boeing sont construits à Renton : le 707, le 727, le 737 et le 757.
Les avions de ligne Boeing 737 Next Generation en service depuis 1998 sont construits sur ce site. Plus de 7 000 avions  Boeing 737 Next Generation  sont produits à Renton de 1997 à 2019. En 2015, l'usine commence à produire la famille d'avions Boeing 737 MAX.
L'usine a produit à ce jour (2025) plus de 10 600 avions du programme 737, depuis son début en 1967.
L'usine jouxte l'aéroport municipal de Renton.
En 2014, le site de Renton comprend deux lignes d'assemblage parallèles avec 10 exemplaires du 737 à divers stades d'assemblage. Le 737 est assemblé sur une ligne avançant à la vitesse de 5 cm à la minute : « Aujourd'hui à Renton, il faut 10 jours pour assembler un 737, ce qui fait que chaque avion est avancé, à intervalles réguliers, d'une position par jour. » En 2014, la cadence est passée de 38 avions à 42 avions par mois,.
À la suite de l'interdiction de vol des avions Boeing 737 MAX en 2019-2020, l'usine Boeing de Renton a interrompu sa production entre janvier et mai 2020. Le redémarrage a été progressif.
Plusieurs problèmes de qualité de fabrication sont apparus au début de l'année 2024 dans la fabrication des avions Boeing. En particulier, celui du 8 janvier 2024, impacte l'usine de Renton. En effet, une porte s’est arrachée sur un Boeing 737 MAX 9 de la compagnie Alaska Airlines, qui sortait de production du site de Renton. La FAA  plafonne alors la production des Boeing 737 à 38 avions par mois,.